# Художествени галерии в София
София е дом на редица художествени галерии.
Изобразителното изкуство, наричано още с английския термин визуални изкуства, се представя на широката публика в национални, общински или частни галерии, също така в Интернет базирани галерии. Представят се постоянни, временни, гостуващи или смесени експозиции на съвременно, модерно, ренесансово и възрожденско изкуство.

## Национални галерии
- Национална художествена галерия (главната част от Националната галерия)
- Квадрат 500 (част от Националната галерия)
- Национална галерия за чуждестранно изкуство (част от Националната галерия)
- Софийски арсенал – музей за съвременно изкуство (част от Националната галерия)
- Крипта на храм-паметник Св. Александър Невски (част от Националната галерия)
- Национален музей на българското изобразително изкуство
- Национална гимназия за приложни изкуства „Св. Лука“
- Музей на социалистическото изкуство (част от Националната галерия)

## Държавни галерии
- Галерия „Средец“ – Министерство на културата
- Галерия „България“ на Софийска филхармония
- Галерия „Дебют“ при Национално училище за изящни изкуства „Илия Петров“ (художествена гимназия)
- Изложбена зала „Архиви“, при Държавна агенция „Архиви“
- Галерия „Мисията“ Държавен културен институт при Министерство на външните работи

## Галерии при висши училища
- Галерия „Академия“ при Национална художествена академия
- Art Box Академия при Национална художествена академия
- Национална художествена академия – Дондуков 56
- Национална художествена академия – Факултет за приложни изкуства – Цариградско шосе 73
- Галерия „УниАрт“ при Нов български университет
- Софийски университет Св. Климент Охридски – Галерия Алма Матер

## Общински галерии
- Софийска градска художествена галерия
- Ателие – галерия „Дечко Узунов“
- Васка Емануилова
- Галерия при Профилирана гимназия за изобразителни изкуства Проф. Николай Райнов

## Други публични галерии
- Галерия „Шипка 6“, Съюз на българските художници
- Галерия „Райко Алексиев“, Съюз на българските художници
- Галерия - книжарница „София Прес“, Съюз на българските художници
- Галерия при Съюза на архитектите в България
- Съюз на българските композитори
- Червената къща – Център за Култура и Дебат

## Галерии при чуждестранни културни институти
- Институт Сервантес
- Полски културен институт
- Руски културно-информационен център
- Финландско посолство
- Френски институт